# Crocifisso ligneo di Ollolai
Il crocifisso ligneo di Ollolai è una scultura religiosa proveniente dall'antico convento fondato dai Frati Minori a Ollolai. È ora conservato nella Cattedrale di Santa Giusta.
Secondo alcune fonti, tra cui Padre Guiso Pirella, i religiosi, il 3 agosto 1490, a seguito ad alcuni fatti di sangue, furono costretti a lasciare il convento di Santa Maria Maddalena di Ollolai, portando il crocifisso nel convento di Santa Maria Maddalena di Silì. Nel 1866 lo stato incamerò alcuni beni della chiesa, tra cui il crocifisso che venne messo all'asta. Acquistato tramite il vicario di Santa Giusta, Don Oggiano, venne collocato nella nicchia a sinistra dell'abside, nella basilica di Santa Giusta dove ora si trova.

## Descrizione
Si tratta di uno dei più fulgidi esempi di numerosa serie di crocifissi lignei, databili tra il XV e XVI secolo, conservati in Sardegna appartenenti al "gotico doloroso" che rappresentano il Cristo nel momento più tragico e umano della sua agonia sulla croce. Ne è prototipo il famoso crocifisso ligneo del 1350 detto "di Nicodemo", capolavoro scultoreo di scuola gotica spagnola, conservato nella Chiesa di San Francesco a Oristano. Alcune caratteristiche lo rendono anche simile al Crucifixus dolorosus di Santa Maria Novella in Firenze.
Il Crocifisso di Ollolai, di modeste dimensioni, rispetto ad altri esempi, è scolpito in legno di pero selvatico, assemblato e ricoperto da uno strato di gesso e colore. Il recente restauro, ha rivelato diversi interventi di ritinteggiatura. 
Come in quello del Nicodemo a Oristano, il corpo piagato pende dalla croce; le braccia allungate, magrissime e distese in forma di Y ne sostengono il corpo inerte ed appesantito, l'ossatura delle costole sporge dalla cassa toracica, il basso ventre e le gambe sono coperte fin sotto le ginocchia dal perizoma, il piede destro poggia su quello sinistro, ambedue fissati con un unico chiodo, le dita, tanto delle mani come dei piedi, separate ed incurvate nella rigidità della morte sopravvenuta, le ciocche di capelli irrigiditi dal sangue coagulato che gli cadono sulle spalle. Il Cristo poggia su una croce gemmata, simbolo della Chiesa che gemma i suoi figli.

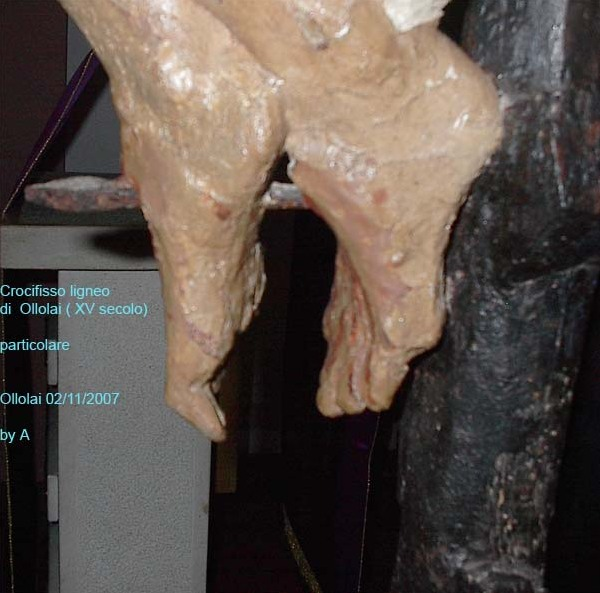
Il piede destro che poggia su quello sinistro, ambedue fissati con un unico chiodo